# Azyle
Azyle est un  francilien, connu et condamné pour avoir tagué un avion Concorde et, de 1989 à 2007, de nombreuses rames de la régie autonome des transports parisiens (RATP) par une « punition », la répétition à l'infini de sa signature.

## Carrière et style
Prénommé Sylvain, né en 1974 et originaire de La Courneuve, Azyle est remarqué en 2001 pour avoir apposé sa signature sur un avion Concorde,.
Azyle commence à utiliser des rames de métro comme support à partir de 1989, principalement pour la peinture, mais aussi parfois pour la gravure sur vitres. Il adopte la « punition » (accumulation de tags) comme pratique privilégiée et la fait évoluer en saturation qui se rapproche de l'abstraction (ses signaures se recouvrent et s'entrecroisent), cette pratique inspirant fortement le travail de JonOne, considéré comme beaucoup d'autres comme un copieur.
Il déflore de nombreux spots grâce à des clés et des techniques aujourd'hui répandues dans le milieu.
Sollicité par des galeries et des collectionneurs, il refuse de marchandiser son travail,. Il regrette également que le tag « ne soit pas reconnu à sa juste valeur ». Pour Télérama, Azyle  « est un puriste radical du graffiti », qui « vit le tag comme l’art vandale originel qu’il était au départ ».

## Arrestation et procès
Dans la nuit de dimanche 24 à lundi 25 juin 2007, Azyle et le graffeur Vices sont arrêtés par la police de la RATP. Cette affaire est fortement médiatisée, les policiers étant depuis longtemps sur la piste d'Azyle. La RATP estime alors les dégâts à 600 000 euros. 
Poursuivi pour les dégradations commises entre 2004 et 2007, Azyle ne conteste pas les faits : « Je sais que c’est illégal, je me fais prendre, qu’on me cartonne, j’ai aucun problème avec ça,. » Il est condamné en première instance, en 2012, à huit mois de prison avec sursis et à 195 000 euros de dommages et intérêts.  
Souhaitant payer la somme juste pour les dégradations, Azyle conteste les chiffrages de la RATP qu'il estime trop élevés, incohérents et approximatifs. Il reproche à celle-ci d'avoir exagéré les frais de remise en état des rames. En 2012, puis pour son procès en appel de 2015, il fait constater par un huissier qu'il ne prend que six à dix minutes pour nettoyer un mètre carré de surface peinte à l'aide des produits de nettoyage utilisés par la RATP. L'entreprise estime qu'il faut une heure pour nettoyer la même surface et semble facturer le remplacement de vitres qui ne le sont pas en réalité. 
Le 7 octobre 2015, l’audience d'appel, fortement médiatisée, est reportée au 2 mars 2016. La décision, rendue le 4 mai 2016, voit la confirmation de sa condamnation en première instance, huit mois de prison avec sursis, et à 138 000 euros de dommages et intérêts, ainsi qu'à une obligation de soins. L'artiste a annoncé son intention de se pourvoir en cassation.
Son pourvoi s'appuyait sur deux arguments : la protection de ses tags au titre du droit d’auteur et la liberté d’expression. Mais la chambre criminelle de la Cour de cassation a confirmé le 11 juillet 2017 l’arrêt rendu par la cour d’appel et considéré que, quel que soit le caractère d’œuvre des tags d’Azyle, celui-ci n’efface pas la qualification des « destruction, dégradation ou détérioration d’un bien appartenant à autrui » sanctionnée par l’article 322-1 du code pénal, faisant prévaloir le droit pénal sur le droit d’auteur.